# جوگیزان
جوگیزان (به لاتین: Jogyesan) یک کوه در کره جنوبی است که در استان جئولا جنوبی واقع شده‌است. جوگیزان ۸۸۷ متر بالاتر از سطح دریا واقع شده‌است.